# Vichyssoise

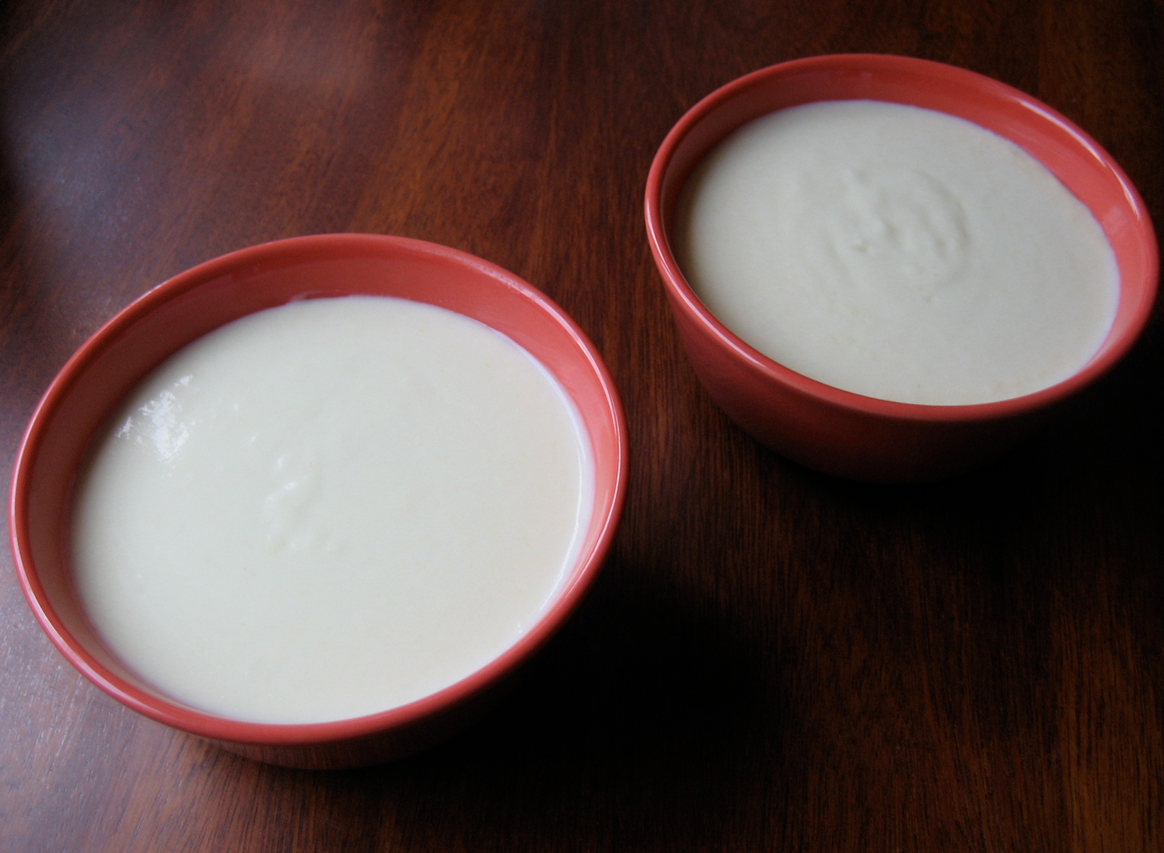
Två skålar med vichyssoise.

Vichyssoise är en fransk potatis- och purjolökssoppa. Den serveras vanligen kall. Soppan kan även serveras varm. Oavsett serveringstemperatur ska vichyssoise passeras och vara garnerad med gräslök.
Rätten uppfanns troligen 1917 av Louis Diat som var köksmästare i New York.